# Hanksite
La hanksite è un minerale.